# Rīm (konkubin)
Rīm, även kallad Maryam eller Maryem, död 1360, var gemål till Yusuf I av Granada.
Hon var en av slavkonkubinerna i Yusuf I:s harem. Det var sedvana för sultanerna av Granada att gifta sig med sina släktingar, men därutöver ha ett stort antal icke muslimska slavkonkubiner, vilket var vanligt i muslimska hov. Dessa kvinnors ursprung är oftast okända utöver att de var kristna och mottog ett nytt namn när de inträdde i haremet. Konkubinen Butayna blev 1338 mor till Muhammad V av Granada och dottern Aisha, och Maryam/Rim blev 1338 (senare samma år) mor till Ismail II av Granada, och sedan ytterligare en son och flera döttrar (Fāṭima, Mu’mina, Jadīŷa, Šams och Zaynab). Genom detta uppnådde hon rangen umm walad och blev fri efter Yusufs död. 
Rim, som tycks ha varit sultanens favorit, försökte utan framgång få Yusuf att utnämna hennes son till tronarvinge. Yusuf I avled 1354, efterträddes av sin son Muhammad V av Granada, som var Rims styvson. Han hade valts ut efter en maktkamp av chefsministern. När Yusuf avled beslagtog Rim en stor summa från skattkammaren och medförde denna när hon och hennes döttrar tvingades lämna det kungliga haremet för ett separat hus, som den nya sultanen gav dem. 
Rim gifte bort sin dotter med sin sons kusin, den senare Muhammad VI av Granada, och kunde genom sina besök hos sin dotter iscensätta en komplott och finansiera den med de pengar hon beslagtagit ur skattkammaren. Tillsammans med sin styvson iscensatte de den statskupp som avsatte Muhammad V i augusti 1359 och placerade hennes son Ismail II på tronen, varvid både Muhammad V och hans mor flydde utomlands. Hennes son blev dock avsatt av hennes svärson redan 1360, som lät avrätta både Ismail och hans mor.  
Hon är föremål för romanerna Sultana: Two Sisters och Sultana: The Bride Price av Lisa J. Yarde.